# جاده ئی۲۳۱ اروپا
جاده ئی۲۳۱ اروپا (به انگلیسی: European route E231) یکی از جاده‌های درجه ۲ قاره اروپا است.
این جاده که در کشور هلند قرار دارد، از شهر آمستردام شروع شده و در شهر آمرسفورت به پایان میرسد.